# الگاجولا
الگاجولا (به فرانسوی: Algajola) یک کمون در فرانسه است که در کرس شمالی واقع شده‌است.

## خصوصیات
الگاجولا ۱٫۷۲ کیلومترمربع مساحت و ۲۹۶ نفر جمعیت دارد و ۱۴ متر بالاتر از سطح دریا واقع شده‌است.